# Festival di Sanremo 1962
Il dodicesimo Festival di Sanremo si svolse al Salone delle feste del Casinò di Sanremo dall'8 al 18 febbraio 1962 con la conduzione di Renato Tagliani affiancato da Laura Efrikian e Vicky Ludovisi. Le prime due serate vennero trasmesse dalla Radio alle ore 22, la serata finale venne trasmessa in contemporanea Radio e Tv dalle ore 21,30.
Come quella precedente, fu un'edizione di Festival che non si tenne in un fine settimana, ma in due consecutivi, con le prime tre serate nel primo fine settimana dall'8 al 10 febbraio e la finale otto giorni più tardi, il 18 febbraio, in cui si esibirono le canzoni finaliste e dei vincitori al termine del cosiddetto "Votofestival" legato alle schedine dell'Enalotto.
Gianni Ravera fu organizzatore del festival e, per la terza volta in cinque edizioni, il vincitore fu Domenico Modugno che, in coppia con Claudio Villa, presentò la canzone Addio… Addio…
Al secondo posto la coppia Milva-Sergio Bruni con la canzone Un tango italiano: il successo della grande rivelazione del Sanremo precedente e il sostegno dei napoletani al loro popolarissimo interprete avrebbero dovuto strappare la vittoria ma il pronostico non si realizzò. 
Grandissimo successo internazionale, tuttavia, pur non vincendo, ebbe il brano di Tony Renis Quando quando quando, eseguito dall'autore stesso in coppia con Emilio Pericoli. Sergio Bruni si aggiudicò anche il terzo posto: fu questa l'ultima volta nella storia del Festival in cui uno stesso interprete piazzò due canzoni nel podio della stessa edizione. Tra i grandi esclusi Adriano Celentano, rivelazione dell'anno precedente, la cui Vedrai che passa fu bocciata dalla commissione esaminatrice, e il duo Raimondo Vianello-Ugo Tognazzi, che avrebbero dovuto esibirsi assieme in veste di comici: una delle loro scenette, che tirava in ballo Amintore Fanfani fu censurata dalla Rai; Vianello dovette accontentarsi di assistere come spettatore in platea, mentre Tognazzi partecipò ma come coautore, assieme a Gianni Meccia, del brano Cose inutili, cantato da Fausto Cigliano e Jenny Luna. L'unico comico ad esibirsi a Sanremo (il primo nella storia) fu quindi Gino Bramieri, che si presentò al teatro del Casinò in sella ad un cavallo.
Fu l'ultima edizione alla quale partecipò il maestro Cinico Angelini.

## Partecipanti

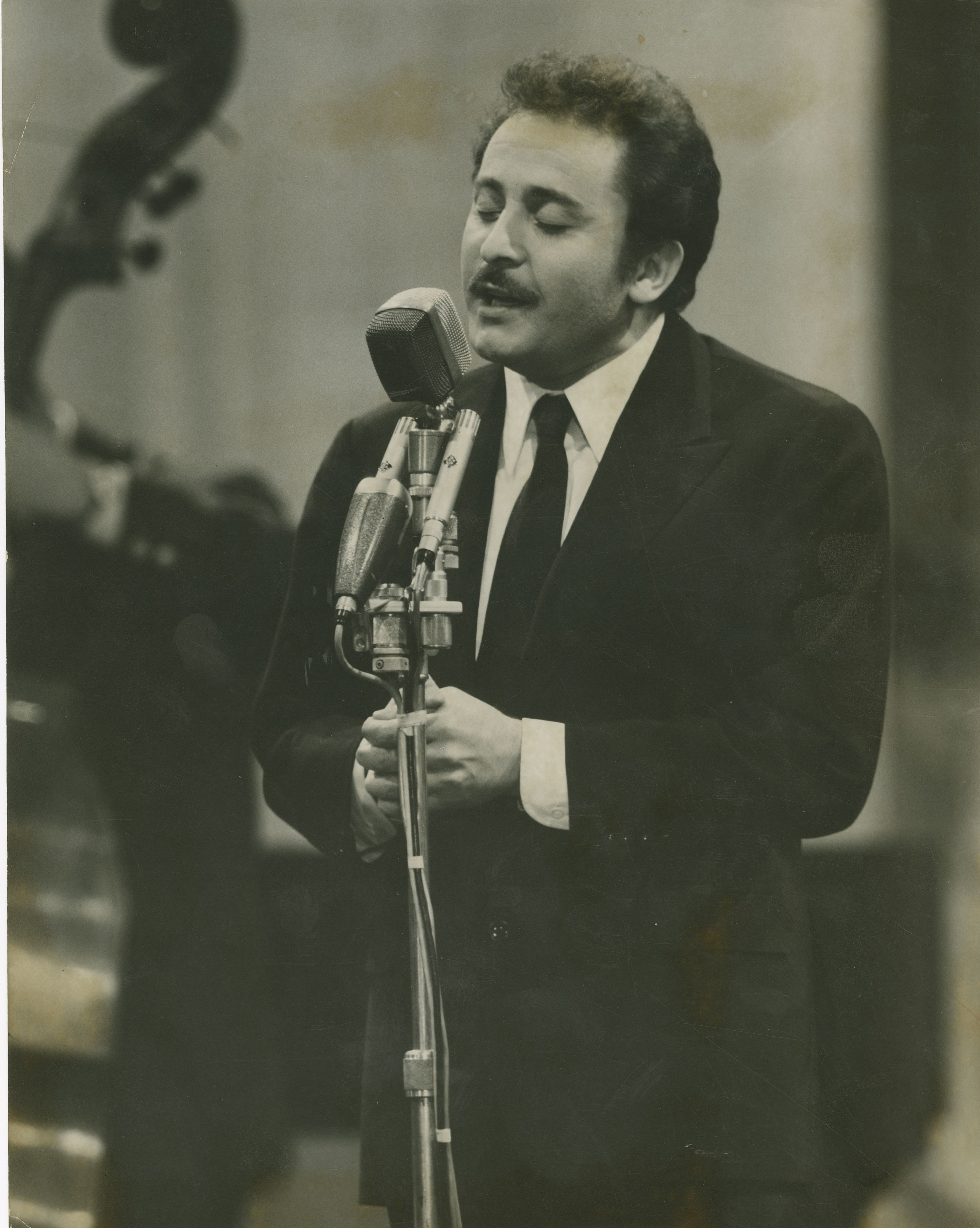
Domenico Modugno interpreta la sua canzone Addio... Addio... vincitrice al XII Festival della canzone italiana. Archivio storico del Touring Club Italiano.

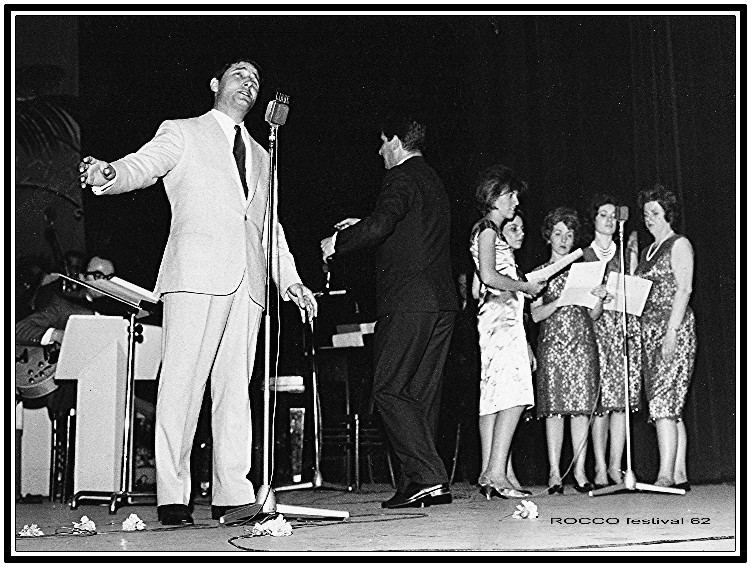
Il cantante Rocco Montana al Festival

| Interprete         | Ultime partecipazioni al Festival |
| ------------------ | --------------------------------- |
| Arturo Testa       | 1961                              |
| Aura D'Angelo      | 1961                              |
| Aurelio Fierro     | 1961                              |
| Betty Curtis       | 1961                              |
| Bruna Lelli        | Esordiente                        |
| Claudio Villa      | 1961                              |
| Cocky Mazzetti     | 1961                              |
| Corrado Lojacono   | Esordiente                        |
| Domenico Modugno   | 1960                              |
| Edda Montanari     | Esordiente                        |
| Emilio Pericoli    | Esordiente                        |
| Ernesto Bonino     | Esordiente                        |
| Fausto Cigliano    | 1961                              |
| Flo Sandon's       | 1960                              |
| Gene Colonnello    | Esordiente                        |
| Gesy Sebena        | Esordiente                        |
| Giacomo Rondinella | Esordiente                        |
| Gian Costello      | Esordiente                        |
| Gino Bramieri      | Esordiente                        |
| Giorgio Consolini  | 1960                              |
| Gloria Christian   | 1960                              |
| Jenny Luna         | 1961                              |
| Joe Sentieri       | 1961                              |
| Johnny Dorelli     | 1960                              |
| Jolanda Rossin     | 1961                              |
| Lucia Altieri      | Esordiente                        |
| Luciano Tajoli     | 1961                              |
| Mario Abbate       | Esordiente                        |
| Mario D'Alba       | Esordiente                        |
| Milva              | 1961                              |
| Miriam Del Mare    | Esordiente                        |
| Narciso Parigi     | 1955                              |
| Nelly Fioramonti   | 1961                              |
| Nunzio Gallo       | 1957                              |
| Pierfilippi        | Esordiente                        |
| Rocco Montana      | Esordiente                        |
| Rocco Torrebruno   | Esordiente                        |
| Rossana            | Esordiente                        |
| Sergio Bruni       | 1961                              |
| Silvia Guidi       | 1961                              |
| Tanya              | Esordiente                        |
| Tonina Torrielli   | 1961                              |
| Tony Renis         | 1961                              |
| Wanda Romanelli    | Esordiente                        |
| Wilma De Angelis   | 1961                              |

## Classifica, canzoni e cantanti
| Posizione | Interprete                          | Canzone                    | Autori                                     | Voti ricevuti |
| --------- | ----------------------------------- | -------------------------- | ------------------------------------------ | ------------- |
| 1º        | Domenico Modugno - Claudio Villa    | Addio...addio...           | F. Migliacci e D. Modugno                  | 1.496.411     |
| 2º        | Sergio Bruni - Milva                | Tango italiano             | B. Pallesi e W. Malgoni                    | 1.255.805     |
| 3º        | Sergio Bruni - Ernesto Bonino       | Gondolì gondolà            | Nisa e R. Carosone                         | 295.049       |
| 4º        | Tony Renis - Emilio Pericoli        | Quando quando quando       | A. Testa e T. Renis                        | 224.686       |
| 5º        | Milva - Miriam Del Mare             | Stanotte al luna park      | V. Pallavicini, Biri e C. A. Rossi         | 208.573       |
| 6º        | Gino Bramieri - Aurelio Fierro      | Lui andava a cavallo       | N. Salerno e N. Ravasini                   | 194.990       |
| 7º        | Arturo Testa - Jolanda Rossin       | Un'anima leggera           | P. Rolla e F. Bergamini                    | 143.354       |
| 8º        | Joe Sentieri - Aurelio Fierro       | Cipria di sole             | G. Marotta e S. Mazzocco                   | 118.826       |
| 9º        | Tonina Torrielli - Nelly Fioramonti | Aspettandoti               | S. Seracini e V. D'Acquisto                | 111.785       |
| 10º       | Johnny Dorelli - Betty Curtis       | Buongiorno amore           | M. Panzeri e J. Dorelli                    | 91.750        |
| 11º       | Flo Sandon's - Mario D'Alba         | Passa il tempo             | S. Taccani e U. Bertini                    | 80.848        |
| 12º       | Nunzio Gallo - Rocco Montana        | Inventiamo la vita         | V. Mascheroni e G. C. Testoni              | 72.964        |
| NF        | Arturo Testa - Jolanda Rossin       | Centomila volte            | S. Censi e De Bernardi                     |               |
| NF        | Silvia Guidi - Jenny Luna           | Conta le stelle            | E. Di Paola e U. Bertini                   |               |
| NF        | Fausto Cigliano - Jenny Luna        | Cose inutili               | G. Meccia e U. Tognazzi                    |               |
| NF        | Rossana - Gian Costello             | Due cipressi               | P. Pizzigoni, A. Camis e G. C. Testoni     |               |
| NF        | Wanda Romanelli - Nelly Fioramonti  | Fiori sull'acqua           | G. Fallabrino e V. D'Acquisto              |               |
| NF        | Wilma De Angelis - Tanya            | I colori della felicità    | L. Ranzato e E. Sciorilli                  |               |
| NF        | Luciano Tajoli - Betty Curtis       | Il cielo cammina           | M. Ruccione, U. Bertini e P. Tombolato     |               |
| NF        | Gesy Sebena - Giacomo Rondinella    | Il nostro amore            | Pinchi e V. Panzuti                        |               |
| NF        | Gene Colonnello - Gloria Christian  | Innamorati                 | G. D'Anzi e M. Panzeri                     |               |
| NF        | Corrado Lojacono - Luciano Tajoli   | L'anellino                 | C. Lojacono e N. Salerno                   |               |
| NF        | Johnny Dorelli - Gloria Christian   | L'ombrellone               | P. Calvi e L. Chiosso                      |               |
| NF        | Nunzio Gallo - Bruna Lelli          | L'ultimo pezzo di terra    | M. Zanfagna, G. Conte, N. Gallo e A. Forte |               |
| NF        | Wilma De Angelis - Lucia Altieri    | Lumicini rossi             | F. Fabor e G. C. Testoni                   |               |
| NF        | Pierfilippi - Cocky Mazzetti        | Occhi senza lacrime        | E. Macchi e A. A. Roelens                  |               |
| NF        | Gino Bramieri - Rocco Torrebruno    | Pesca tu che pesco anch'io | Di Lazzaro e B. Cherubini                  |               |
| NF        | Flo Sandon's - Edda Montanari       | Prima del paradiso         | R. Vantellini e Pinchi                     |               |
| NF        | Aura D'Angelo - Claudio Villa       | Quando il vento d'aprile   | S. Palomba e A. Vian                       |               |
| NF        | Cocky Mazzetti - Joe Sentieri       | Tobia                      | C. Donida, Mogol e A. Testa                |               |
| NF        | Mario Abbate - Fausto Cigliano      | Vestita di rosso           | A. Testa, R. Cozzoli e G. Compare          |               |
| NF        | Narciso Parigi - Giorgio Consolini  | Vita                       | B. Cherubini e C. Concina                  |               |

## Orchestra
- Orchestra Della canzone, diretta dal maestro Cinico Angelini.
- Orchestra diretta dal maestro Gianni Ferrio.

## Piazzamenti in classifica dei singoli[4]
| Interprete       | Singolo               | Pos.Max. |
| ---------------- | --------------------- | -------- |
| Milva            | Tango italiano        | 1        |
| Tony Renis       | Quando quando quando  | 1        |
| Domenico Modugno | Addio...addio...      | 2        |
| Sergio Bruni     | Gondolì gondolà       | 10       |
| Milva            | Stanotte al luna park | 17       |
| Gino Bramieri    | Lui andava a cavallo  | 28       |
| Arturo Testa     | Un'anima leggera      | 52       |
| Aurelio Fierro   | Cipria di Sole        | 60       |

## Organizzazione
ATA

## Direzione artistica
Gianni Ravera